# Amrumer Dünen

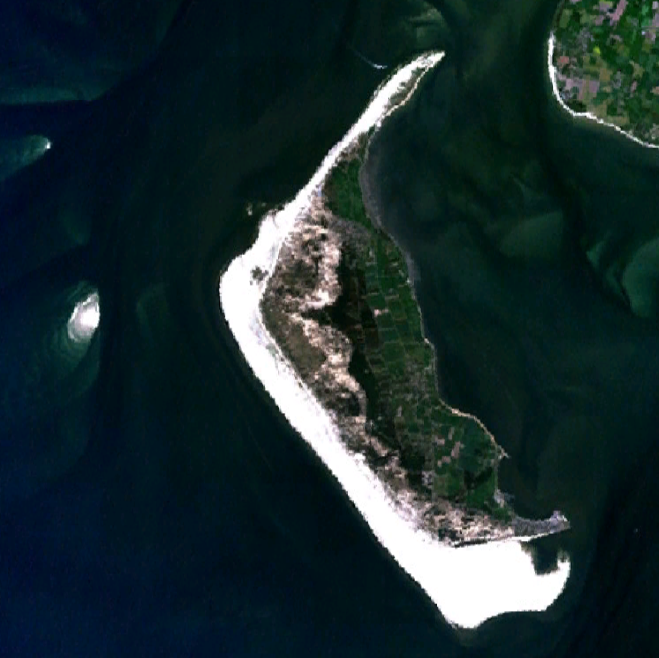
Satellitenfoto mit Amrumer Dünengürtel (Bildmitte)

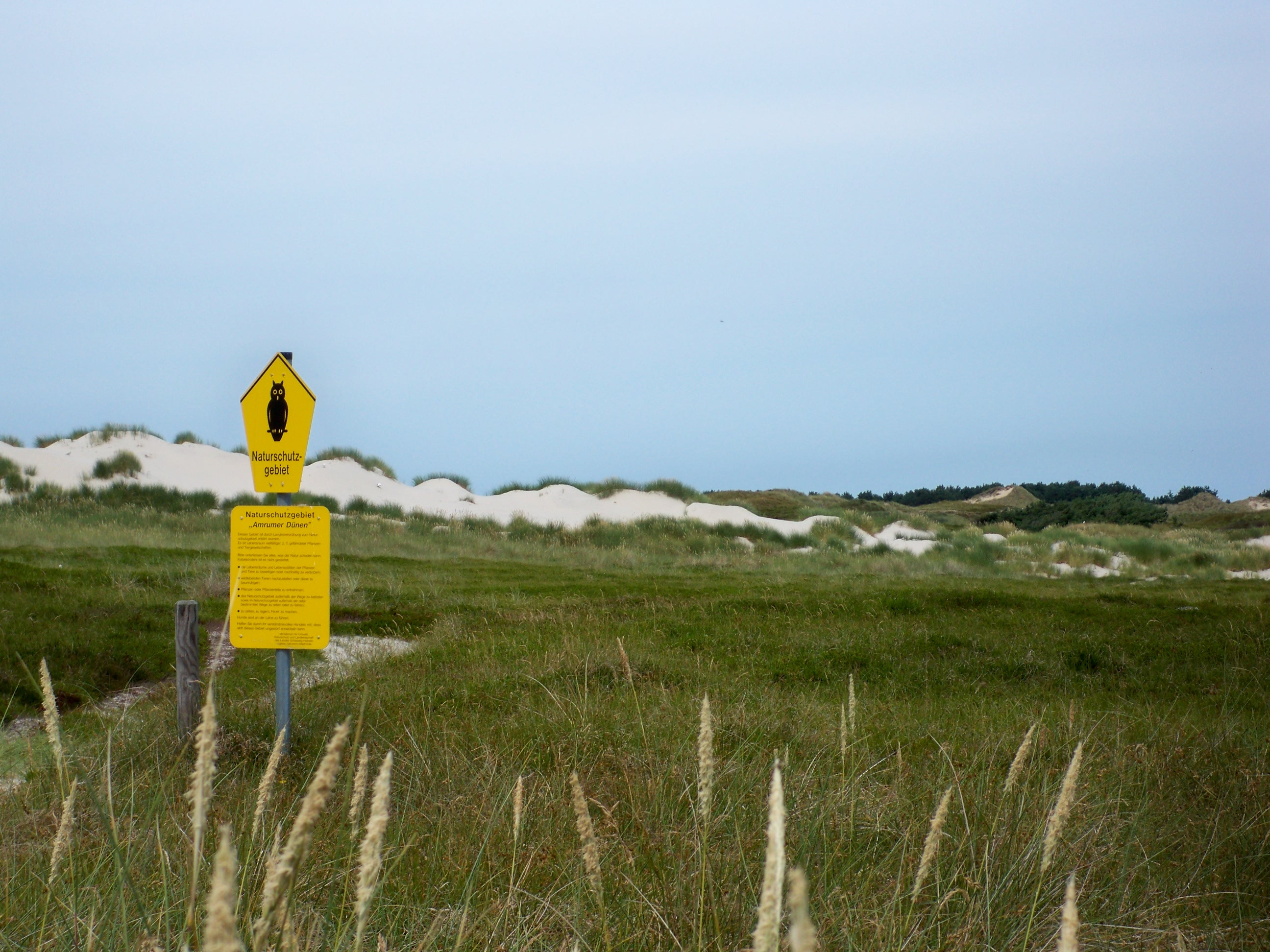
NSG Amrumer Dünen bei Süddorf

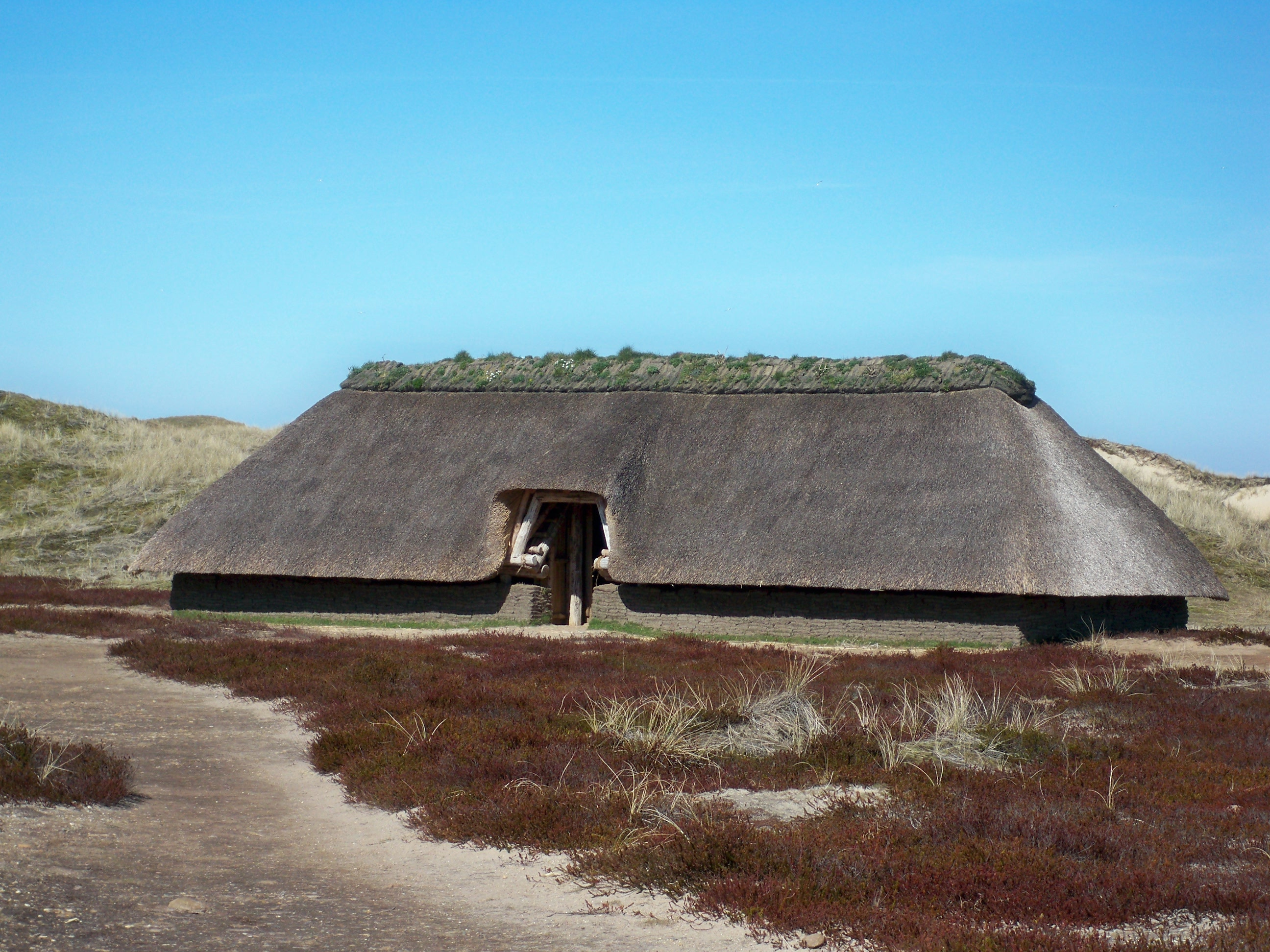
Eisenzeitliches Haus

Das Naturschutzgebiet (NSG) Amrumer Dünen liegt im Westen der Nordseeinsel Amrum im Kreis Nordfriesland in Schleswig-Holstein. Es umfasst fast alle Dünengebiete der Insel und gehört zu allen drei Inselgemeinden.

## Geographie
Das 728 Hektar große Gebiet erstreckt sich östlich des Kniepsands in Nord-Süd-Richtung fast über die ganze Insel. Die Amrumer Odde im Norden der Insel bildet ein eigenes Naturschutzgebiet, das ebenfalls in den Dünen liegt. Das NSG Amrumer Dünen ist rund acht Kilometer lang und bis zu einem Kilometer breit. Höchste Erhebung ist die Düne A Siatler (deutsch: Setzerdüne) mit 32 Metern über NHN. Sie liegt südwestlich von Norddorf und ist, wie einige weitere Dünen, mit einer Plattform als Aussichtsdüne ausgebaut. In Wittdün gibt es ortsnahe Dünengebiete, die nicht im NSG Amrumer Dünen liegen.

## Geschichte
Die Dünen sind nach der letzten Eiszeit entstanden. Unter dem Dünensand liegt eine Altmoräne, die gelegentlich freigeweht wird und Siedlungsspuren wie das Hünenbett von Nebel, Ackerfurchen und archäologische Fundstücke zeigt. 1971 wurde die Verordnung für das NSG rechtskräftig. Am 6. Dezember 1989 wurde die Verordnung erweitert. Der Öömrang Ferian, ein örtlicher Heimatverein, übernahm die Betreuung des Gebiets. 2014 wurde nahe der Vogelkoje Meeram der Nachbau eines eisenzeitlichen Hauses fertiggestellt, der an frühere Siedlungsformen in diesem Gebiet erinnert. Da das Haus im NSG steht, musste eine Ausnahmegenehmigung erteilt werden.

## Ökologie, Flora und Fauna
Das Gebiet des NSG ist eines der weitläufigsten Dünengebiete Deutschlands. Es sind alle Stadien der Dünenbildung zu beobachten, Primärdünen findet man aber überwiegend auf dem Kniepsand. Dementsprechend findet man eine entsprechende Flora mit Silbergras, Rot-Schwingel und Sand-Segge im Bereich der Weiß- und Graudünen, Krähenbeere und Dünenrose in den Graudünen. In feuchten Dünentälern wachsen Weißes Straußgras und Schwarzköpfige Binse. Ferner findet man Arten wie Blutauge, Glockenheide und Sumpf-Bärlapp. In den Dünen brüten vor allem Silbermöwen und weitere Möwenarten.
Teil des NSG ist die Vogelkoje Meeram, die bis 1936 zum Fangen von Vögeln genutzt wurde und heute der Erholung dient. Zu den wenigen Gebäuden im Naturschutzgebiet zählen der Leuchtturm Norddorf und der Nachbau eines eisenzeitlichen Hauses. Das Betreten des NSG ist überwiegend nur auf Bohlenwegen gestattet. Ein Reitweg führt in Ost-West-Richtung. Drei zum Kniepsand führende Straßen oder befahrbare Wege teilen das Gebiet bei Nebel, Süddorf und Wittdün. Ein Ziel der Naturschutzarbeit ist die Information von Touristen über das Biotop. Der Küstenschutz hat laut Verordnung Vorrang vor allen anderen Belangen, also auch dem Naturschutz. Der Betrieb der Kinderklinik „Satteldüne“ in Süddorf ist im Naturschutzgebiet gestattet. Das Sammeln von Möweneiern und die Jagd sind dem Jagdpächter erlaubt.
Das NSG Amrumer Dünen ist Teil des FFH-Gebietes „Küsten- und Dünenlandschaften Amrums“ und des Ramsar-Gebiets „Schleswig-Holsteinisches Wattenmeer und angrenzende Küstengebiete“. Es ist eines von zwei Naturschutzgebieten auf Amrum. Zusammen mit dem Landschaftsschutzgebiet Amrum stehen über 80 Prozent der Inselfläche unter Schutz. Auf der Westseite schließt sich der Nationalpark Schleswig-Holsteinisches Wattenmeer an.